# Konstantínovski
Konstantínovski (en rus: Константиновский) és un poble (un possiólok) de l'óblast de Saràtov, a Rússia, segons el cens del 2010 no tenia cap habitant. Pertany al districte municipal de Romànovka.